# Javor v plynárnách
Javor v plynárnách je památný strom v Rokycanech v okrese Rokycany v Plzeňském kraji. Javor klen (Acer pseudoplatanus) rostl na dvoře v areálu bývalých plynáren, v současnosti je na okraji parkoviště obchodu společnosti Lidl. Strom má obvod kmene 349 cm (měření 2003). Chráněn od roku 1995 pro svůj vzrůst a věk.

## Stromy v okolí
- Lípa u kostela Nejsvětější Trojice
- Lípy u demarkační čáry
- Rokycanský jinan